# Kirkville
Kirkville és una població dels Estats Units a l'estat d'Iowa. Segons el cens del 2000 tenia 214 habitants.

## Demografia
Segons el cens del 2000, Kirkville tenia 214 habitants, 72 habitatges, i 60 famílies. La densitat de població era de 150,2 habitants/km².
Dels 72 habitatges en un 41,7% hi vivien nens de menys de 18 anys, en un 76,4% hi vivien parelles casades, en un 2,8% dones solteres, i en un 15,3% no eren unitats familiars. En el 9,7% dels habitatges hi vivien persones soles el 5,6% de les quals corresponia a persones de 65 anys o més que vivien soles. El nombre mitjà de persones vivint en cada habitatge era de 2,97 i el nombre mitjà de persones que vivien en cada família era de 3,11.
Per edats la població es repartia de la següent manera: un 31,3% tenia menys de 18 anys, un 7% entre 18 i 24, un 28% entre 25 i 44, un 24,8% de 45 a 60 i un 8,9% 65 anys o més.
L'edat mediana era de 34 anys. Per cada 100 dones de 18 o més anys hi havia 107 homes.
La renda mediana per habitatge era de 31.354 $ i la renda mediana per família de 31.875 $. Els homes tenien una renda mediana de 30.156 $ mentre que les dones 17.500 $. La renda per capita de la població era de 14.366 $. Entorn del 6,3% de les famílies i el 8,5% de la població estaven per davall del llindar de pobresa.

## Poblacions més properes
El següent diagrama mostra les poblacions més properes.